# Alentejo
Alentejo (výslovnost IPA /ɐ.lẽ.'tɛ.ʒu/) je region v jižním Portugalsku, jižně od řeky Tejo. Je největším z pěti hlavních regionů kontinentálního Portugalska (regionů NUTS II). Region má rozlohu 31 152 km² a v roce 2018 v něm žilo 705 478 obyvatel. Hustota osídlení činila 22,4 obyvatel na 1 km². Hlavním městem je Évora.

## Dílčí jednotky
Region sestává z pěti meziokresních společeství:
- Alentejo Central
- Alentejo Litoral
- Alto Alentejo
- Baixo Alentejo
- Lezíria do Tejo

## Mapy

Lezíria do Tejo (NUTS III)
Alto Alentejo (NUTS III)
Baixo Alentejo (NUTS III)
Alentejo Litoral (NUTS III)
Alentejo Central (NUTS III)